# Siuro
Siuro är en tätort (finska: taajama) i Nokia stad (kommun) i landskapet Birkaland i Finland. Vid tätortsavgränsningen 31 december 2012 hade Siuro 2 435 invånare och omfattade en landareal av 5,29 kvadratkilometer.

## Befolkningsutveckling
| Befolkningsutvecklingen i Siuro 1960–2012 | Befolkningsutvecklingen i Siuro 1960–2012 | Befolkningsutvecklingen i Siuro 1960–2012 | Befolkningsutvecklingen i Siuro 1960–2012 | Befolkningsutvecklingen i Siuro 1960–2012 |
| ----------------------------------------- | ----------------------------------------- | ----------------------------------------- | ----------------------------------------- | ----------------------------------------- |
|                                           |                                           |                                           |                                           |                                           |
| År                                        |                                           |                                           | Folkmängd                                 | Landareal (km²)                           |
| 1960                                      | 1960                                      |                                           | 1 385                                     | 5,05                                      |
| 1970                                      | 1970                                      |                                           | 1 227                                     | 5,05                                      |
| 1980                                      | 1980                                      |                                           | 1 235                                     | 5,0                                       |
| 2012                                      | 2012                                      |                                           | 2 435                                     | 5,29                                      |